# سونيا ميلز
سونيا ميلز (بالإنجليزية: Sonia Mills)‏ هي مجدفة أسترالية، ولدت في 24 يناير 1980 في إيميرالد في أستراليا.

## وصلات خارجية
- سونيا ميلز على موقع الاتحاد الدولي للتجديف (الإنجليزية)
- سونيا ميلز على موقع اللجنة الأولمبية الدولية (الإنجليزية)
- سونيا ميلز على موقع أوليمبيديا (الإنجليزية)
- سونيا ميلز على موقع اللجنة الأولمبية الأسترالية (الإنجليزية)